# Forth Bridge
De Forth Bridge is een 19e-eeuwse spoorbrug die de oevers van de Firth of Forth in Schotland verbindt. Dit type brug staat ook wel bekend als cantileverbrug. De brug ligt tussen de plaatsen North Queensferry en Queensferry. Op 4 maart 1890 werd de brug geopend door de prins van Wales, de latere koning Eduard VII.

## De bouw
Het wetsvoorstel voor de bouw van de brug werd op 19 mei 1882 aangenomen, met als enige bezwaren van rivaliserende spoorwegmaatschappijen. Het staal werd geproduceerd door Frederick en William Siemens (Engeland) en Pierre en Emile Martin (Frankrijk). Technische verbetering in de jaren '70 maakten het mogelijk om zeer snel staal van hoge kwaliteit te produceren.De werkzaamheden aan de brug begonnen onder leiding van Thomas Bouch, maar werden gestaakt toen de Tay Rail Bridge, een ander ontwerp van Bouch, instortte tijdens een storm in december 1879 wat leidde tot de ramp met de Tay Bridge. Het werk werd overgenomen door John Fowler en Benjamin Baker en uitgevoerd tussen 1883 en 1890. De eerste vier jaar werden besteed aan de bouw van caissons (waterdichte kamers) en de bouw van de pijlers. Door het instorten van de Tay Bridge werd de Forth Bridge zo berekend dat zij een orkaan zou moeten kunnen weerstaan. Staal werd per trein afgeleverd en voorbereid op de werf in South Queensferry, geverfd met gekookte lijnolie en vervolgens met een binnenschip naar de plaats gebracht waar het nodig was. Een tijdlang werd een raderstoomboot ingehuurd voor het vervoer van arbeiders, maar na een tijdje werd deze vervangen door een speciaal gebouwd schip, welke 450 man kon vervoeren.
De drie cantileverconstructies zijn elk gebouwd op vier ronde pijlers. Omdat de funderingen op of onder zeeniveau moesten worden aangelegd, werden ze uitgegraven met behulp van caissons en kofferdammen. Caissons werden gebruikt op plaatsen die óf altijd onder water stonden, zelfs bij eb, óf waar de funderingen op modder en klei moesten worden gebouwd. Kofferdammen werden gebruikt waar het gesteente dichter bij de oppervlakte was en het mogelijk was om bij eb te werken.
Zes caissons werden pneumatisch uitgegraven door de Franse aannemer L. Coisea. Dit proces maakte gebruik van een overdruk in een afgesloten caisson om droge werkomstandigheden tot een diepte van 27 meter mogelijk te maken.
Deze caissons werden in Glasgow gebouwd en geassembleerd door Arrol Brothers. Op de fundering, die elk van een verschillende afmeting is, bevindt zich een taps toelopende cirkelvormige gemetselde constructie met een diameter van 17 meter aan de onderkant en een hoogte van 11 meter.
Op het hoogtepunt waren ongeveer 4.600 arbeiders werkzaam bij de constructie van de brug. In totaal heeft de bouw van de brug aan 54 mensen het leven gekost.
Op 16 oktober 1939 vond een Duitse aanval plaats nabij de brug. Hoewel deze aanval door de Britten 'Forth Bridge Raid' wordt genoemd, werd de brug hierbij niet beschadigd. Tussen 2002 en 2007 is de brug geheel gerestaureerd. De brug werd in 2015 op de Werelderfgoedlijst van de UNESCO geplaatst.

## Cijfers
De brug is 2,528 kilometer lang en het spoor bevindt zich 45 meter boven het wateroppervlak. In de brug is ongeveer 54.860 ton staal en 7 miljoen klinknagels verwerkt. Voor het onderhoud heeft de brug een eigen onderhoudsploeg. Het te schilderen oppervlak bedraagt 59 ha en daarvoor is 31.800 liter verf nodig. In de brug is meer dan tienmaal zo veel staal gebruikt als nodig was voor de bouw van de Eiffeltoren en het wordt gezien als 'grootste bouwwerk van de 19e eeuw'. De drie cantileverconstructies zijn 110,03 meter hoog.
Vóór de opening van de Forth Bridge had de treinreis van Londen naar Aberdeen ongeveer 13 uur geduurd. Na de opening van de brug vonden onofficiële races plaats tussen de twee treinmaatschappijen (via verschillende spoorroutes), waardoor de reistijd werd teruggebracht tot ongeveer 8½ uur. Dit bereikte een hoogtepunt in 1895 met sensationele dagbladverslagen over de 'Race to the North'.

## Externe links

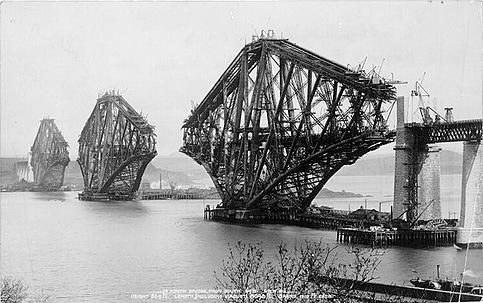
Foto van de bouw van de brug (waarschijnlijk 1888)